# Мілісі (Кеда)
Мілісі (груз. მილისი) — село в Грузії.
За даними перепису населення 2014 року в селі проживає 123 особи.